# 林白小鹰绑架案

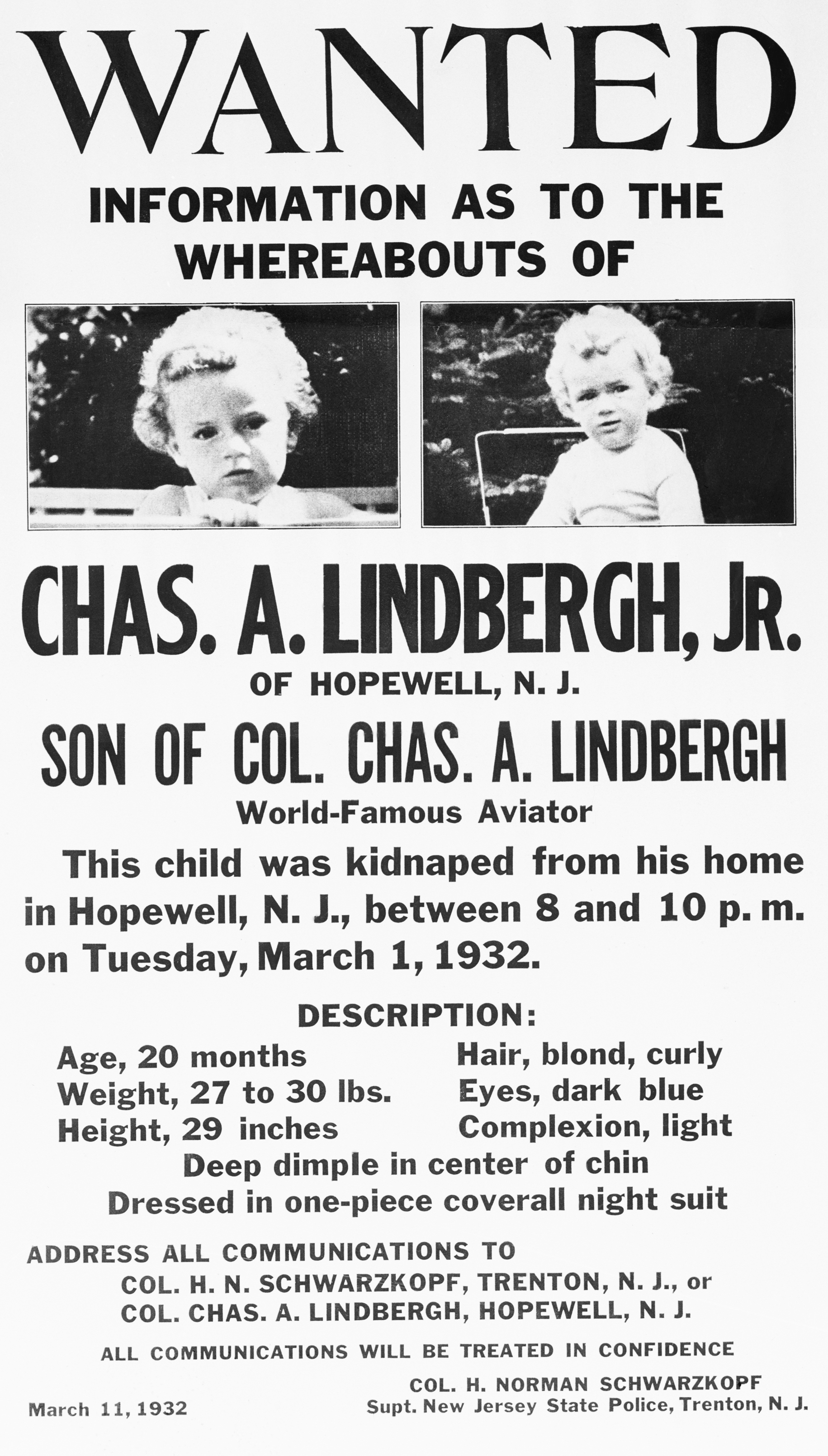
林白綁架案當時的海報

林白小鹰绑架案是指1932年查爾斯·林德伯格（林白）的長子小查爾斯·奥古斯塔斯·林德伯格（Charles Augustus Lindbergh Jr.，暱稱「小鷹」）被綁匪於新澤西州東阿姆韋爾鎮區撕票的案件，是美國歷史上最著名的綁架案之一。

## 經過
1932年3月1日晚上，小查爾斯·奥古斯塔斯·林德伯格被綁匪綁架，林白發現了一個白色信封，歹徒在信中要求林白支付5萬元贖金（後來提高為7萬元）。

## 調查
當地警察以及媒體和林白的律師在三十分鐘內抵達現場。

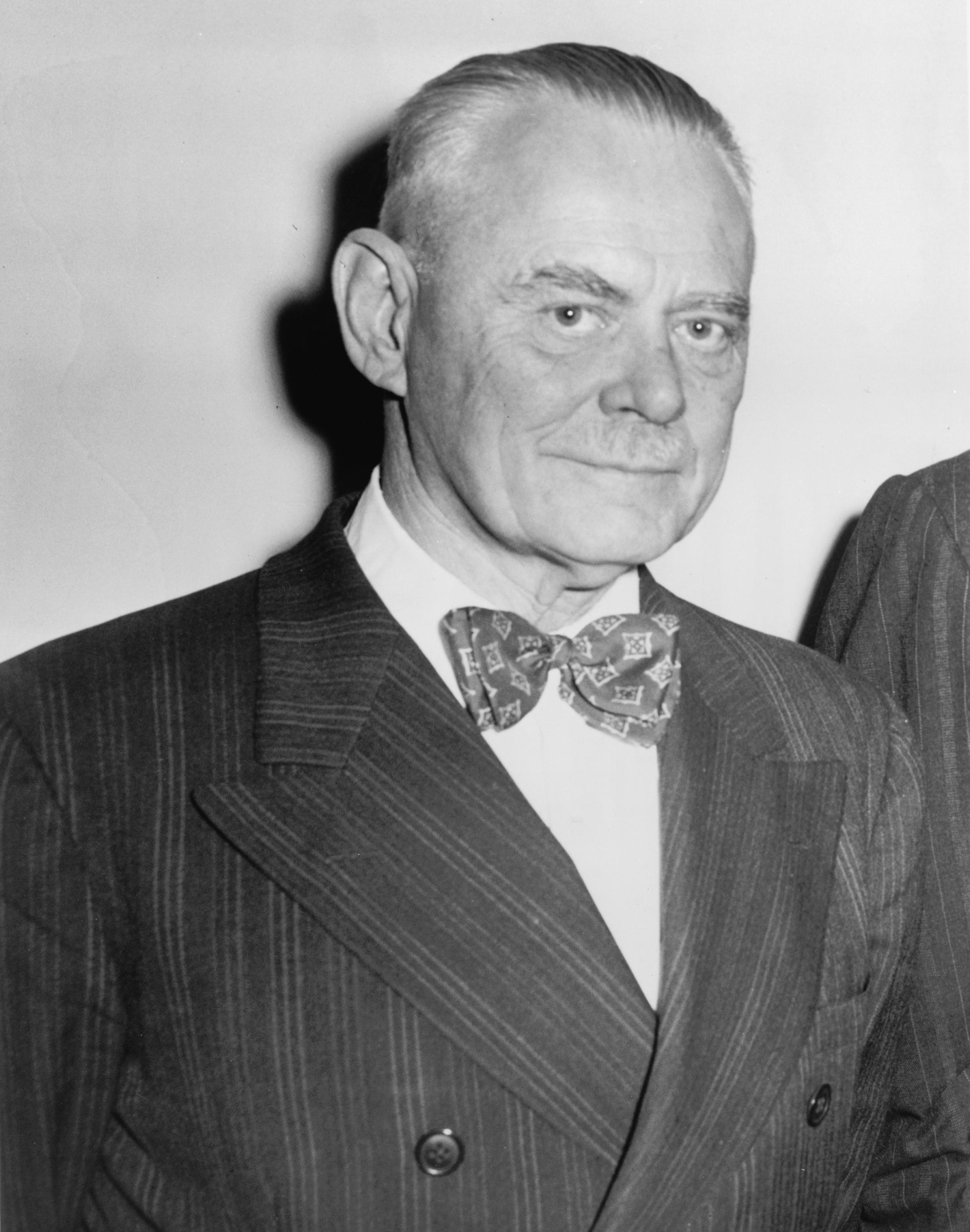
赫伯特·諾曼·施瓦茨科普夫（Herbert Norman Schwarzkopf）

## 交付贖金
當時的美國總統赫伯特·胡佛下令联邦执法机构协助搜查。

## 發現屍體
5月12日，一名卡車司機在一条小路上找到了小孩屍體，尸体已腐烂。法醫認定小鷹遭綁架不久即遭到杀害，顱骨骨折被確定為死因。幾個小時後小鷹遺體被火化。

## 追踪贖金

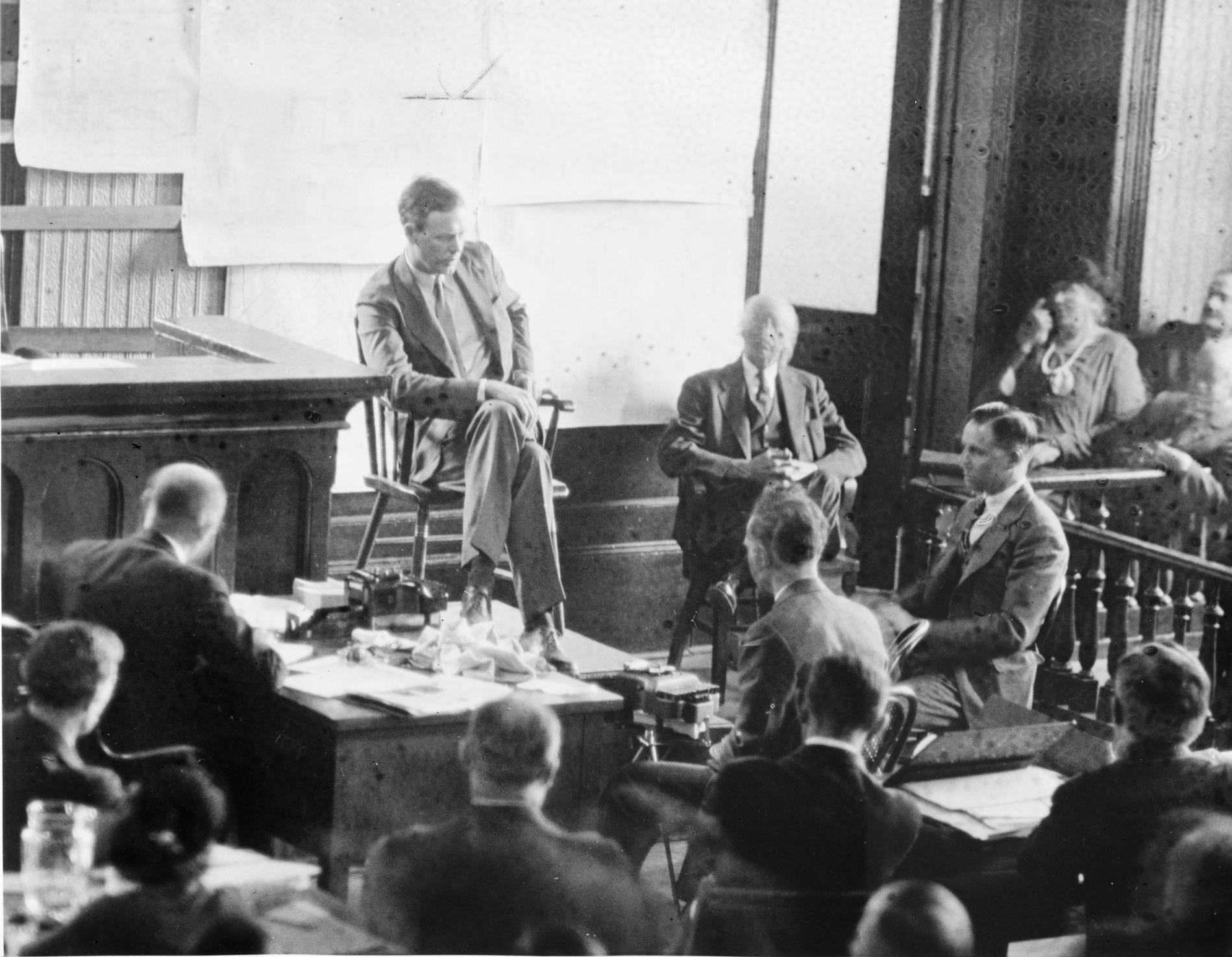
林白在證人庭上

二年後，1934年9月18日，加油站服務員收到10元美金的款項，被懷疑是綁匪支付的現金（此前林白支付的贖金上的序列號被記錄下來），服務員記下車牌號碼，並向警方報案，9月20日，警方逮捕了布魯諾·理查德·霍普曼（Bruno Richard Hauptmann）。笔迹专家认为霍普曼的笔迹与勒索赎金纸条上的笔迹相符。二天後，警方宣布破案。

## 審判
1935年1月2日，嫌犯霍普曼在美國新澤西州的Flemington的郡法院接受審判。
1936年4月3日，霍普曼在電椅上被執行死刑。

## 爭議
霍普曼至死都堅稱自己是無辜的。陪審團不接受霍普曼的說法。
此案疑点众多，指纹学家Erastus Mead Hudson 发现綁架現場留下的指纹亦与霍普曼指纹不符。
直到今天，有不少人認為他不可能是兇手，霍普曼只是替死鬼。。
英國作家威廉諾里斯經過調查後寫一本書，宣布霍普曼是清白的，還指責林白掩蓋了兇手的真實身份。該書將兇手指向德懷特莫羅（Dwight Morrow, Jr.），他是林白的妹夫。
2005年，truTV電視節目採用現代科學技術重新審視綁架案物證。結論是，霍普曼確實是有罪的，但許多疑點仍然存在。

## 作品
- 魯迅散文《外國也有》曾引用此案作例證。
- 英国小说家阿加莎·克里斯蒂参照此案的情形，创作了《东方快车谋杀案》一书，该书成为她的代表作。
- 2004年菲利普羅斯的小說《針對美國的陰謀》，提到這次的綁架案可能牽涉到納粹德國。